# Хроматограф
Хроматограф (от др.-греч. χρῶμα — цвет и γράφω — пишу) — прибор для разделения смеси веществ методом хроматографии.

## Классификация хроматографов

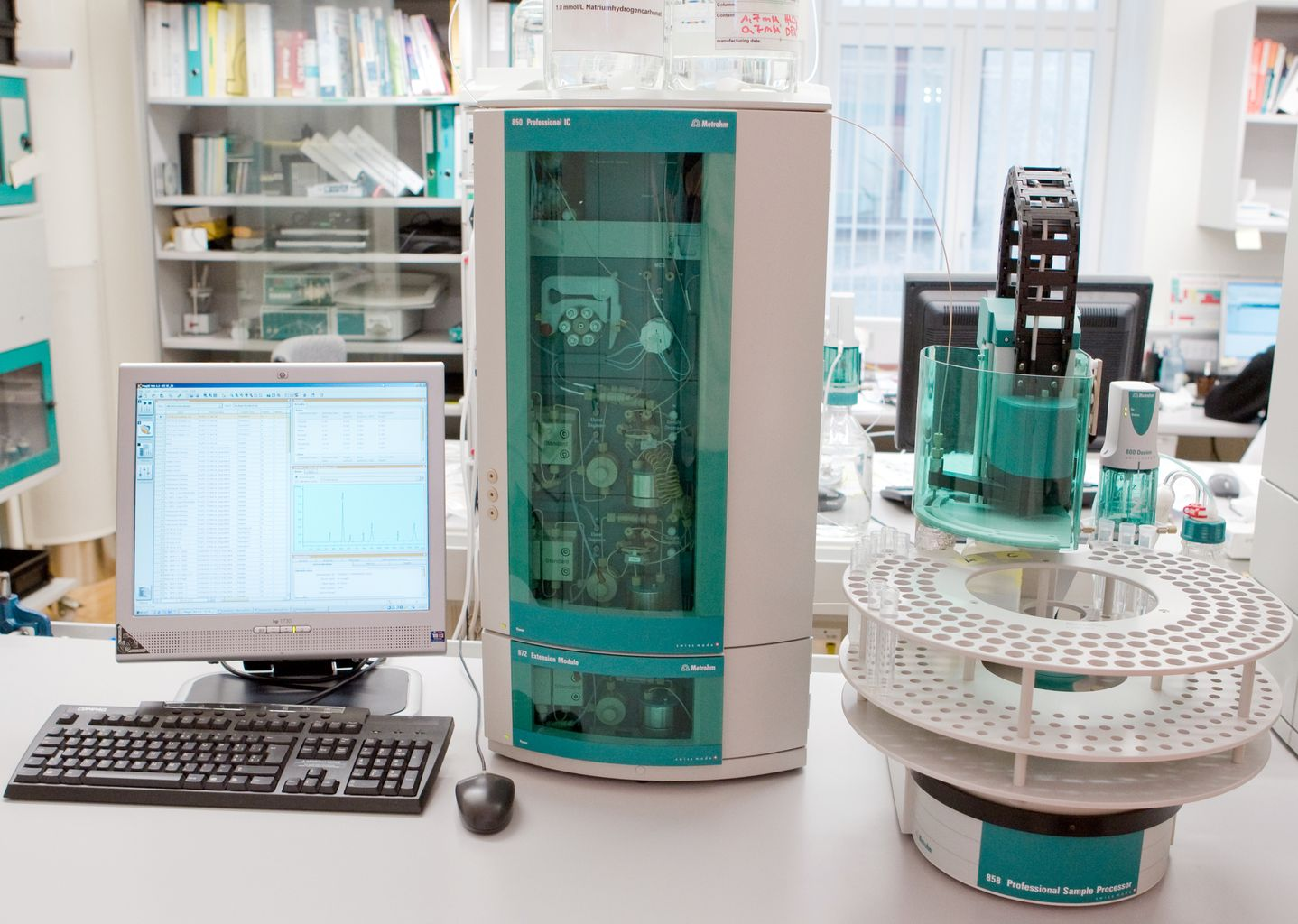
Пример жидкостного хроматографа. В центре — охлаждаемый бокс с колонкой и насосами для принудительного прокачивания мобильной фазы. Справа коллектор фракций с многочисленными гнёздами для пробирок. Элюат поступает сюда из колонки по тонкой трубке, проходя по пути через оптический детектор. Слева монитор компьютера, на котором отражается ход хроматографии

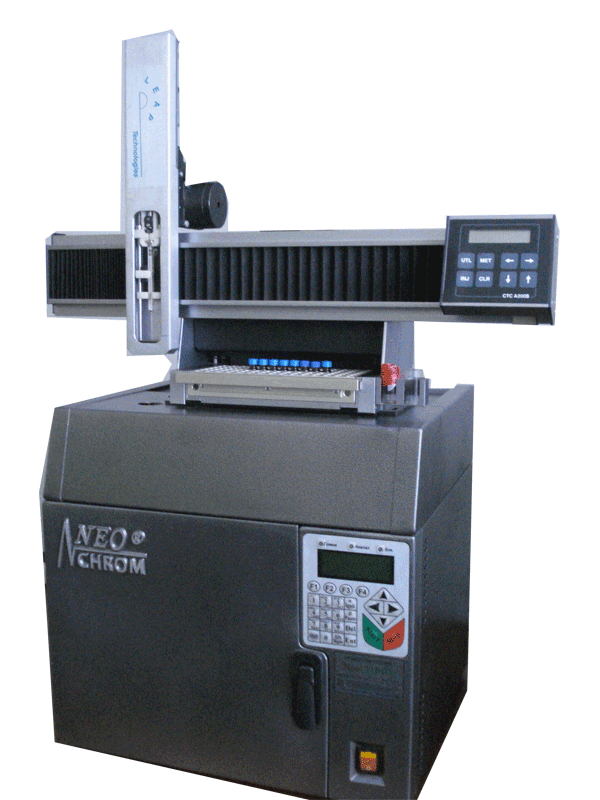
Пример газового хроматографа. Сверху расположен автосемплер для ввода жидких проб

Обычно хроматографы делят на две большие группы — газовые и жидкостные, по типу используемого элюента (подвижной фазы). В газовых хроматографах элюентом (носителем) выступает газ (как правило, инертный, в основном используются водород, гелий, азот и аргон в смеси с метаном), в жидкостной хроматографии носителем является жидкость (как правило, органические растворители, вода и водные растворы используются в особых видах хроматографии, например, в гель-фильтрующей).

## Колонки
Основным конструктивным элементом хроматографов являются колонки — трубки, заполненные неподвижной фазой, по которым во время выполнения анализа движется подвижная фаза и исследуемый образец. Именно в колонке происходит разделение компонентов исследуемой смеси.
Колонка характеризуется несколькими параметрами: эффективностью, селективностью и ёмкостью.
Эффективность является мерой расширения пика вещества при его движении вдоль колонки и тесно связана с числом теоретических тарелок — воображаемых участков по длине колонки, в каждом из которых как бы достигается термодинамическое равновесие фаз. Кроме того, на неё влияют такие факторы, как вихревая диффузия, продольная молекулярная диффузия и сопротивление массопереносу. Как правило, число теоретических тарелок в современных капиллярных колонках очень велико — несколько десятков тысяч. Это позволяет, при правильном подборе селективности неподвижной фазы, в подавляющем большинстве случаев разделить все индивидуальные компоненты любой, даже самой сложной, смеси.
Селективность определяется как разница в степени удерживания веществ разной природы на неподвижной фазе. Обычно её выражают через относительное удерживание пары критически важных компонентов пробы (отношение их приведённых времён удерживания). Если это отношение больше 1, то пики могут быть разделены. Селективность колонки зависит от характера взаимодействия определяемого вещества и неподвижной фазы. Эти взаимодействия могут быть как неполярными дисперсионными (силы Ван-дер-Ваальса), так и полярными специфическими (обычно диполи и водородные связи).
Ёмкость колонки связана с её физическими размерами и определяет максимальный объём пробы, который можно ввести в колонку без её «перегрузки», то есть без отклонения пиков от гауссовой формы. Соответственно, ёмкость набивных колонок значительно больше, чем капиллярных.

### Насадочные колонки
Насадочными англ. packed column колонками в газовой хроматографии традиционно называют колонки большого диаметра (обычно 2 мм), которые можно изготовить самостоятельно, заполняя их заранее приготовленным адсорбентом (например, трепелом зикеевского карьера или толчёным кирпичом с нанесённым на них вазелиновым маслом).
Эти колонки нередко называются также «набивными», однако это жаргонное название.

### Капиллярные колонки
Также полые капиллярные колонки или открытые капиллярные колонки (англ. open tubular column). Эти колонки изготавливаются из капилляров, то есть трубок очень малого диаметра (в газовой хроматографии распространены размеры 0,53 мм (англ. wide bore column), 0,32 мм, 0,25 мм и 0,1 мм). Чем меньше диаметр колонки, тем меньше размытие пиков в результате диффузии и, соответственно, тем выше эффективность. Это позволяет снизить время анализа и улучшить разделение компонентов. Кривая Ван-Деемтера для колонок малого диаметра тоже более благоприятна и позволяет варьировать скорость газа-носителя в более широких пределах без катастрофической потери эффективности.

## Детекторы
Вторым важнейшим элементом хроматографа является детектор, то есть устройство, способное реагировать на изменение концентрации определяемого вещества. Детекторы условно делятся на универсальные и селективные.

### Детектор по теплопроводности (ДТП)
Это универсальный детектор (устаревшее и нерекомендованное название — катарометр). Принцип его действия заключается в изменении температуры нагретой металлической проволоки (тонкие нити) при обдувании её газом (пробой) с разной теплопроводностью. Для повышении чувствительности детектора используют две нити: одна из них обдувается чистым газом-носителем, подаваемым на вход разделительной колонки, — опорная нить, а вторая газом с выхода колонки с разделенными компонентами — измерительная нить. Обе проволоки включены в электрическую схему — «измерительный мост Уитстона», где сравниваются значения электрического сопротивления плеч моста. Так как сопротивление металлов зависит от температуры, её изменение вызывает изменение сопротивления плеча, что разбалансирует мост, электрический сигнал разбаланса регистрируется внешним измерительным прибором.
При подаче на обе проволоки одинакового газа их температуры равны и мост сбалансирован. При обдувании измерительной нити другим газом или смесью газов с другой теплопроводностью, нить охлаждается или нагревается, в зависимости от относительного изменения теплопроводности, при этом изменяется её собственное электрическое сопротивление, что вызывает разбаланс моста Уитстона.
Чувствительность детекторов по теплопроводности может достигать 0,5·10−9 г/см3 (например, по пропану).

### Пламенно-ионизационный детектор (ПИД)
Этот детектор селективно определяет органические соединения, обычно используется для определения углеводородов. Принцип его действия основан на изменении электрической проводимости газа в факеле водородно-кислородного пламени при попадании в него органических соединений.

### Пламенно-фотометрический детектор (ПФД)
Данный детектор определяет излучение молекул или атомов вещества при их попадании в плазму водородно-кислородного пламени. Теоретически ПФД может определять очень широкий спектр веществ, однако на практике он чаще всего используется при анализе соединений серы, азота и фосфора, а также иногда ртути.
Разновидностью ПФД является пульсирующий пламенно-фотометрический детектор (ППФД), отличающийся тем, что в нём горение пламени происходит не постоянно, а импульсами, то есть вспышками, обычно с частотой 2-4 Гц. Периодический характер пламени позволяет проводить временно́е разделение фронтов свечения разных веществ, например, серы на фоне углерода, то есть селективность ППФД значительно выше, чем у ПФД. Кроме того, ППФД обеспечивает эквимолярный отклик — то есть, сигнал детектора не зависит от природы конкретного соединения серы, а только от количества в нём атомов серы.
Большой недостаток пламенно-фотометрического детектора (в том числе и пульсирующего) — подверженность влиянию ряда мешающих факторов, например, углеводородному тушению.

### Термоионный детектор (ТИД)
В этом детекторе используется небольшой керамический шарик с таблеткой из соли щелочного металла (сульфат рубидия или бромид цезия), нагреваемый до высокой температуры. Этот детектор используется для селективного определения азота и фосфора.

### Электронозахватный детектор (ЭЗД)
В данном виде детектора используется источник бета-частиц (электронов), как правило, 63Ni, или альфа-частиц (239Pu). Если в газе, проходящем мимо такого радиоактивного источника, оказываются молекулы, склонные к ионизации, возникает пропорциональный их концентрации ток, который можно измерить.
Своеобразной разновидностью электронозахватного детектора является детектор дифференциальной ионной подвижности (ДДИП), весьма компактный и поэтому доступный для использования в портативных хроматографах. Данный детектор может селективно определять сернистые компоненты и непредельные углеводороды в концентрациях до 0,1 ppm.

### Электрохимический детектор (ЭХД)
Выходящие из колонки серосодержащие вещества вступают в реакцию на поверхности электролита, в результате чего создаётся поток электронов (окислительно-восстановительная реакция(ОВР)) между измерительными электродами. Это специфический детектор, чувствительность к конкретной группе веществ определяется выбранным электролитом. Чувствительность ЭХД по сернистым компонентам, например, составляет порядка 0,1 мг/м3.

### Хемилюминесцентный детектор (ХЛД)
Данный детектор является одним из самых сложных, однако обладает непревзойдённо высокой чувствительностью для определённых групп компонентов (в частности, серосодержащих — до 10 ppb или даже меньше). Перед ХЛД иногда устанавливается ПИД, хотя это сильно снижает чувствительность ХЛД и создаёт проблемы для ПИД. Причина этого в том, что в ХЛД имеется вакуум, а для уверенного горения пламени в ПИД требуется атмосферное давление.
Обычные применения ХЛД — анализ следовых количеств соединений серы и азота. Хемилюминесценция этих веществ индуцируется озоном.
ХЛД, как и ППФД, обеспечивает эквимолярный отклик.

## Детекторы для жидкостной хроматографии
Фотометры, работающие в УФ-диапазоне. Источником УФ-излучения в них является ртутная лампа низкого или среднего давления, имеющая интенсивные линейчатые спектры, из которых лучи с определённой длиной волны вырезаются с помощью фильтров. Ртутная лампа низкого давления около 90 % энергии излучает при 254 нм, что дает возможность исключить фильтры. Очень многие органические вещества достаточно интенсивно поглощают при 254 нм. Это все ароматические и полиароматические соединения, гетероциклические соединения, вещества, содержащие в своем составе гетероатомы, карбонильную группу и многие другие.
Спектрофотометрические детекторы. С помощью достаточно сложных оптических схем из широкого непрерывного спектра дейтериевой лампы (190—360 нм) и лампы видимого света (длина волны более 360 нм) с использованием голографической решетки вырезается более или менее узкая полоса УФ- или видимого излучения.
УФ-детектор с диодной матрицей. Через кювету проходит полихроматический свет, то есть весь непрерывный спектр испускания дейтериевой лампы, который после кюветы попадает на дифракционную решетку, где делится на монохроматические пучки.
Рефрактометрические детекторы. Дифференциальный рефрактометр непрерывно регистрирует изменения показателя преломления элюата на выходе из колонки. Главным достоинством этого детектора является универсальность, так как при выборе подходящего растворителя он может детектировать любые вещества. Основные недостатки — практическая невозможность использования при градиентном элюировании и необходимость тщательной стабилизации температуры.
Флуориметрические детекторы. Используются для детектирование соединений, обладающих флуоресцентными свойствами.
Электрохимические детекторы. Можно применять для анализа всех веществ, обладающих электрохимической активностью, то есть способных при определённом потенциале окисляться или восстанавливаться.
ИК-детекторы. Детекторы, основанные на поглощении в инфракрасной области спектра. Применяются достаточно ограниченно, так как несовместимы с основными растворителями, применяемыми в адсорбционной и обращенно-фазной хроматографии, а также сравнительно малочувствительны.
Масс-детекторы. Для того чтобы сделать совместимыми жидкостную хроматографию и масс-спектрометрию используют различные интерфейсы. Наиболее часто применяют электроспрей-ионизацию (ESI) и химическую ионизацию при атмосферном давлении (APCI). Комбинацию жидкостных хроматографов с масс-спектрометрами называют ЖХ/МС (англ. LC/MS).
Детекторы по светорассеянию испарённого образца (ELSD) в последнее время получают всё более широкое распространение, как наиболее современные, точные и универсальные детекторы для жидкостной хроматографии. Они реагируют на любые аналиты, которые менее летучи, чем подвижная фаза. Эти детекторы имеют низкий фоновый сигнал, совместимы с широким спектром растворителей, а также позволяют использовать градиентное элюирование (в отличие от рефрактометрических детекторов). Они являются прекрасной альтернативой традиционным HPLC детекторам, но могут использоваться и в качестве дополнения к ним. Результат ELSD детекции не зависит от оптических свойств исследуемого вещества, он пропорционален его массе, что очень удобно для определения чистоты образца или при исследовании веществ с неизвестными свойствами. По ряду свойств ELSD-детекторы приближаются к масс-спектрометрическим детекторам, оставаясь значительно более простыми и менее дорогими устройствами.
Лазерные детекторы испарительного светорассеяния (ELLSD), оснащённые лазером в качестве источника света, стали коммерчески доступны в последнее десятилетие. Они превосходят другие детекторы светорассеяния (ELSD) по чувствительности, стабильности и воспроизводимости в течение длительного периода анализа.
Детекторы заряженного аэрозоля (CAD). разработанные в конце 2004 года, по-видимому, являются более чувствительными, чем ELSD, и имеют широкий динамический диапазон.